# Pfarrkirche Gamlitz

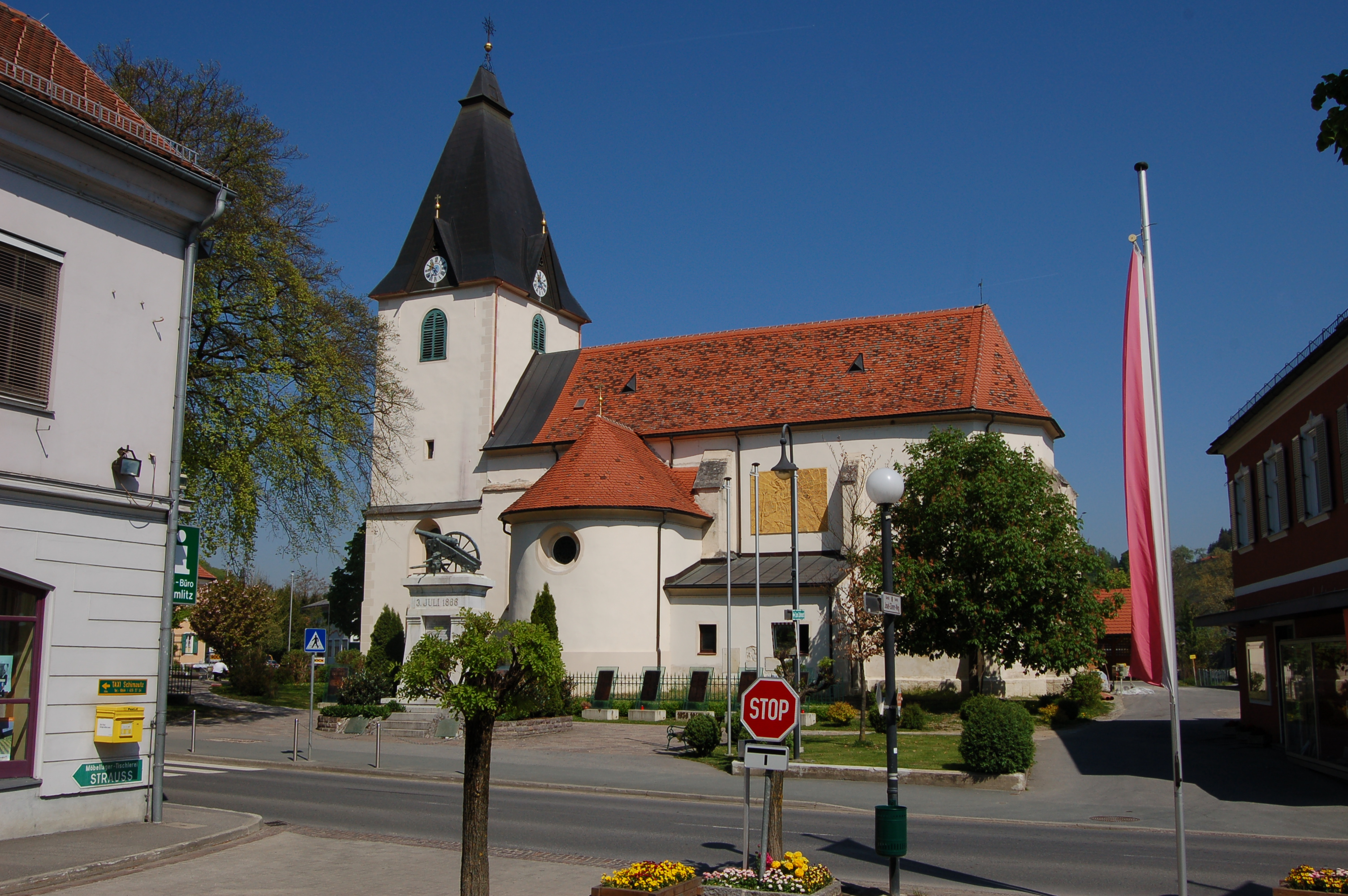
Katholische Pfarrkirche Hll. Peter und Paul in Gamlitz

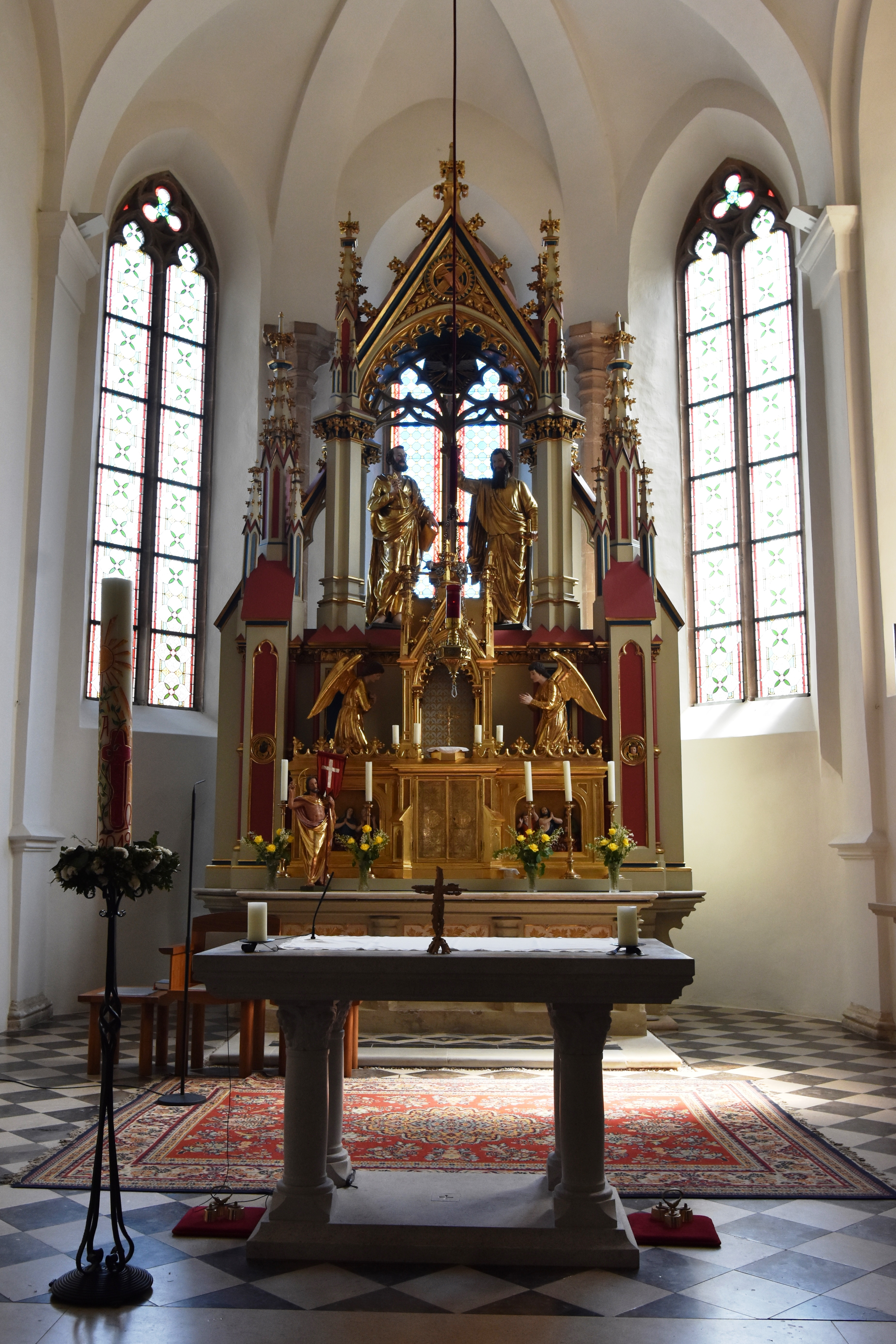
Volks- und Hochaltar

Die Pfarrkirche Gamlitz steht in der Marktgemeinde Gamlitz im Bezirk Leibnitz in der Steiermark. Die dem Patrozinium der Heiligen Peter und Paul unterstellte römisch-katholische Pfarrkirche gehört zum Dekanat Leibnitz in der Diözese Graz-Seckau. Die Kirche steht unter Denkmalschutz (Listeneintrag).

## Geschichte
Urkundlich 1170 genannt ist die Pfarre eine der ältesten in der Gegend.
Der gotische Kirchenbau wurde im Barock und im 19. Jahrhundert verändert. 1971/1974 wurde die Kirche restauriert.

## Architektur
Der Kirchenraum hat ein zweijochiges Langhaus und einen dreijochige Chor mit Platzlgewölben, einen Dreiachtelschluss, zweibahnige Maßwerkfenster und abgetreppte Strebepfeiler. Die gemauerte Westempore zeigt eine neubarocke Holzbrüstung. Die südliche, kreuzgratgewölbte Kapelle mit einem Halbkreisschluss entstand im 17. Jahrhundert. Die nördliche, platzlgewölbte Kapelle baute der Baumeister Georg Schmerlaib 1729. Der gedrungene Westturm trägt ein Zeltdach. Im verstäbten Spitzbogenportal ist ein Tympanonrelief Pietà von Jakob Gschiel 1873.

## Ausstattung
Der neobarocke Hochaltar entstand im vierten Viertel des 19. Jahrhunderts. Der Altar hl. Johannes Nepomuk in der Nordkapelle und der Altar hl. Maria in der Südkapelle entstanden um 1730.
Der achtseitige, halb eingemauerte Taufstein mit Wappen und Weinrankenornament ist aus dem Ende des 16. Jahrhunderts. Die Orgel aus 1985 mit 14 Registern wurde von Walcker-Mayer gebaut.

## Grabdenkmäler
Außen
- Maria Elisabeth Haller gestorben 1601 vor dem Gekreuzigten kniend.
- Hans Stralöcker gestorben 1617.
- Es gibt mehrere bemerkenswerte Römersteine, zwei Schrift- und fünf Reliefsteine, mit Mars Latobius, Tributszene, Ehepaar, Jagdszene, alle aus dem 1. und 2. Jahrhundert.

Innen
- Wappensteine 1551 und um 1600 mit Steinumrahmung um 1700.